# Orlando Hudson
Orlando Thill Hudson (né le 12 décembre 1977 à Darlington, Caroline du Sud, États-Unis) est un ancien joueur de deuxième but qui a évolué dans les Ligues majeures de baseball de 2002 à 2012.

## Carrière
Orlando Hudson a fait son entrée dans les majeures chez les Blue Jays de Toronto en 2002. À sa dernière saison avec l'équipe, en 2005, il remporte son premier Gant doré à sa position. Il reçoit également ce prix en 2006, 2007 et 2009.
Le 27 décembre 2005, les Jays échangent Hudson et le lanceur Miguel Batista aux Diamondbacks de l'Arizona, en retour du joueur de troisième but Troy Glaus et de l'arrêt-court des ligues mineures Sergio Santos.
Dans la Ligue nationale, Hudson remporte trois autres Gants dorés, en 2006, 2007 et 2009.
Il a aussi participé au match des étoiles en 2007 et 2009.
En février 2009, Orlando Hudson a signé un contrat d'un an avec les Dodgers de Los Angeles. Il frappe pour une moyenne au bâton de ,283 avec 62 points produits à sa seule saison à Los Angeles, puis redevient joueur autonome à l'automne. 
En février 2010, après avoir attisé la convoitise des Nationals de Washington, il signe une entente d'une année pour 5 millions de dollars avec les Twins du Minnesota. Son acquisition s'avère une déception pour les Twins : handicapé par les blessures, Hudson connaît l'une de ses moins bonnes saisons en carrière avec une moyenne au bâton de ,268 et seulement 37 points produits. De nouveau agent libre au terme de la campagne, il rejoint en décembre 2010 les Padres de San Diego, qui lui offrent un contrat de deux ans pour 11 millions de dollars. En 2011, Hudson produit 43 points pour San Diego et réussit 19 vols de buts, son sommet en carrière. Il est libéré par les Padres le 17 mai 2012. Malgré 5 triples, un sommet dans les majeures à ce moment, Hudson n'affiche qu'une moyenne au bâton de ,211 en 35 matchs pour les Padres au moment où cette décision est prise. Il est mis sous contrat le 22 mai par les White Sox de Chicago et joue avec eux ses derniers matchs en carrière en 2012.
Il est surnommé O-Dog.